# Paul Hermann Müller
Paul Hermann Müller cũng gọi là Pauly Mueller (12.1.1899 – 12.10.1965) là nhà hóa học người Thụy Sĩ đã đoạt giải Nobel Sinh lý và Y khoa năm 1948 cho việc phát hiện ra các chất có đặc tính diệt sâu bọ và sử dụng DDT (dichlorodiphenyltrichloroethane) trong việc kiểm soát các bệnh do vật chủ trung gian (vd. muỗi, chấy rận vv...) truyền sang như sốt rét và sốt vàng vào năm 1939.

## Cuộc đời và Sự nghiệp
Müller sinh tại Olten, Solothurn và lớn lên ở Lenzburg, một làng tại Aargau. Ông đậu bằng tiến sĩ năm 1925 và làm việc cho J. R. Geigy AG ở Basel nơi ông thực hiện các khám phá trên vào mùa thu năm 1939. Bằng sáng chế DDT của ông được đăng ký ở Thụy Sĩ năm 1940, ở Hoa Kỳ năm 1943 và tại Úc năm 1943.
Ông là người đầu tiên không thuộc giới các nhà sinh học hay y học được thưởng giải Nobel Sinh lý và Y khoa năm 1948.
Müller từ trần tại Basel ngày 12.10.1965.